# 1000 Forms of Fear
《1000 Forms of Fear》은 호주의 가수 시아의 여섯 번째 정규 앨범이다. 이 앨범은 2014년 7월 4일, 몽키 퍼즐과 RCA 레코드를 통해 전 세계에, 이너셔 레코드를 통해 호주에서 발매되었다. 주로 일렉트로팝 앨범으로 분류되지만, 레게와 힙합의 영향을 포함하고 있다. 가사적으로, 이 앨범은 시아가 약물 중독과 당시 양극성 장애로 잘못 진단받은 것에 대해 고군분투하는 내용을 다루고 있으며, 이후 2019년에 복합성 외상 후 스트레스 장애로 재진단받았다.
《1000 Forms of Fear》는 음악 비평가들로부터 전반적으로 긍정적인 평가를 받았으며, 시아의 보컬과 앨범의 가사적 내용이 특히 호평을 받았다. 이 앨범은 첫 주에 52,000장의 판매고를 올리며 미국 빌보드 200 차트에서 1위로 데뷔했다. 또한 호주와 캐나다 차트에서도 정상에 올랐으며, 덴마크, 뉴질랜드, 노르웨이, 스웨덴, 스위스, 영국의 차트에서 상위 5위권에 들었다. 2015년 10월 26일 기준, 이 앨범은 RIAA로부터 미국 내 500,000장의 앨범 단위 판매를 기록하며 골드 인증을 받았다. 2016년 1월 기준, 전 세계적으로 100만 장의 판매고를 기록했다.
이 앨범은 네 곡의 싱글을 발매했다. 리드 싱글인 〈Chandelier〉는 2014년 3월 발매되어 전 세계적으로 톱 10 싱글에 올랐다. 이 곡은 미국 빌보드 핫 100 차트에서 8위까지 올라 시아가 리드 아티스트로 처음으로 이 차트에 진입한 곡이 되었다. 〈Big Girls Cry〉는 2014년 6월에 발매되었다. 더 위켄드와 디플로와의 협업곡으로 처음 발표된 〈Elastic Heart〉의 시아 솔로 버전은 2015년 1월에 발매되어 Hot 100 차트에서 20위권에 들었다. 〈Fire Meet Gasoline〉은 2015년 6월 19일 독일에서 네 번째이자 마지막 싱글로 발매되었다. 〈Chandelier〉의 공식 뮤직비디오는 유튜브에서 20억 회 이상 조회되었으며, 〈Elastic Heart〉의 뮤직비디오는 10억 회 이상 조회되었다.
이 앨범을 홍보하기 위해 시아는 The Ellen DeGeneres Show와 Jimmy Kimmel Live!와 같은 여러 TV 쇼에 출연했으며, 2014년과 2015년에 걸쳐 앨범의 세 개 뮤직비디오에 출연한 매디 지글러를 자신의 페르소나로 무대에 세웠다. 《1000 Forms of Fear》는 2014년 ARIA 음악상에서 세 개의 상을 수상했으며, The Boston Globe와 Rolling Stone을 포함한 여러 매체에서 2014년 최고의 앨범 중 하나로 선정되었다. 리드 싱글 〈Chandelier〉는 그래미상에서 올해의 노래, 올해의 레코드, 최우수 팝 솔로 퍼포먼스, 최우수 뮤직비디오 부문에 노미네이트되었다.

## 배경
2010년, 시아는 다섯 번째 정규 앨범 《We Are Born》을 발매했으며, 이 앨범은 ARIA 앨범 차트에서 2위에 올랐고 호주 음반 산업 협회로부터 골드 인증을 받았다. 《We Are Born》 발매 이후, 시아는 녹음 아티스트로서의 활동을 접고 작사가로서의 경력을 쌓기로 결정했다. 그녀는 〈Titanium〉이라는 곡을 알리샤 키스를 위해 썼으나, 이후 데이비드 게타에게 보내졌고, 데이비드 게타는 시아의 원래 데모 보컬을 사용하여 2011년 싱글로 발매했다. 〈Titanium〉은 전 세계적으로 상업적인 성공을 거두었으며, 미국, 호주 및 여러 유럽 지역의 차트에서 상위 5위 안에 들었다. 그러나 시아는 이 곡의 성공에 대해 달가워하지 않았다. "[...] 나는 이 일이 벌어질 줄도 몰랐고 정말 화가 났어요. 왜냐하면 막 은퇴했었고, 팝 작곡가로 활동하려 했지 아티스트로 활동하려던 게 아니었기 때문이죠." 2011년부터 2013년까지 시아는 크리스티나 아길레라, 비욘세, 플로 라이다, 리아나를 위한 곡을 쓰며 널리 알려졌다.
2013년 9월, 시아는 새 앨범을 다음 봄에 발매할 것을 목표로 집 스튜디오에서 보컬 트랙을 녹음 중이었다. 그해 후반, RCA 레코드의 CEO 피터 엣지를 포함한 여러 관계자들이 시아를 만나 레코드 계약을 논의했다. 시아는 앨범 홍보를 위한 투어나 언론 활동을 의무로 하지 않는 새 앨범 계약에 동의했다. 2015년 2월 《NME》와의 인터뷰에서, 시아는 《1000 Forms of Fear》가 계약상 의무로 발매되었음을 밝혔다. "기본적으로, 나는 이 앨범을 내 출판 계약에서 벗어나기 위해 발매했어요. 나는 다른 아티스트들을 위한 팝 작곡가로 활동하려 했지만, 내 출판 계약은 아티스트로서의 것이었기 때문에 앨범을 하나 더 내야 했죠. 전 유명해지고 싶지 않았기 때문에 내가 원하는 모든 곡들을 담았고, 제작 과정은 정말 즐거웠습니다."

## 구성
《1000 Forms of Fear》는 주로 일렉트로팝 앨범으로, 힙합과 레게의 영향을 받았다. 앨범은 〈Chandelier〉로 시작되며, 레게풍 비트를 특징으로 하는 일렉트로팝 곡이다. 가사적으로는 "파티 걸의 삶에서 오는 반짝임과 피로"를 묘사하고 있다. 후속곡인 〈Big Girls Cry〉는 앨라니스 모리셋의 〈Hands Clean〉과 비교되었다.
〈Burn the Pages〉는 시아가 친구를 격려하고 싶어 하는 내용을 담고 있으며, "You're twisted up like a slipknot / Tied by a juicehead who just took his T-shot"이라는 가사를 포함하고 있다. 〈Eye of the Needle〉은 "군대 행진곡" 스타일의 피아노 발라드 곡이며, 〈Hostage〉는 뉴 웨이브 팝과 스카 곡으로, 시아의 목소리가 "펑크 가수처럼 갈라지는" 특징이 있다. 여섯 번째 트랙인 〈Straight for the Knife〉는 현악기로 편곡되었으며, 격렬한 관계를 묘사하는 가사를 포함하고 있다: "But will someone find me swinging from the rafters / From hanging on your every word."
〈Fair Game〉은 미니멀리즘적이고 현악기 기반의 곡으로, 동등한 파트너를 찾고자 하는 욕망을 다루고 있다. 〈Elastic Heart〉의 솔로 버전은 트랩 곡으로, 가사는 시아가 "가슴 아픈 관계에서 벗어난 후 삶이 가치 있음을 스스로 납득하기 위해 필요했던 압도적인 힘"을 다루고 있다. 〈Free the Animal〉은 "잔혹하고 가학적인 방식으로 살해당하는 상상"을 담은 가사를 포함하며, "Detonate me / Shoot me like a cannon ball / Granulate me / Kill me like an animal"이라는 구절을 특징으로 한다. 열 번째 곡 〈Fire Meet Gasoline〉은 비욘세의 〈Halo〉와 비교되었으며, "Cellophane"은 시아가 자신을 "고통으로 가득 찬 바구니"에 비유하는 일렉트로팝 곡이다. 《1000 Forms of Fear》는 〈Dressed in Black〉으로 끝나며, 올뮤직의 헤더 페어스는 이를 "그녀가 의뢰받아 만든 곡들보다 깊이가 있는 발라드"라고 묘사했다.

## 싱글
〈Chandelier〉는 《1000 Forms of Fear》의 리드 싱글로 발매되었다. 2014년 3월 17일 아이튠즈 스토어를 통해 디지털 다운로드 형식으로 출시되었으며, 같은 해 5월 6일 뮤직비디오가 공개되었다. 이 곡은 레게 영향을 받은 일렉트로팝 곡으로, 뮤직비디오에는 댄스맘스 출연자인 매디 지글러가 시아의 머리 스타일을 연상시키는 금발 가발을 쓰고 등장한다.
〈Chandelier〉는 빌보드 핫 100 차트에서 8위를 기록하며, 시아가 리드 아티스트로서 처음으로 차트에 이름을 올린 곡이 되었다. 또한 유럽 및 오세아니아 여러 국가의 차트에서도 상위권에 올랐다.
〈Big Girls Cry〉는 2014년 6월 25일 디지털 다운로드로 제공되었으며, 뮤직비디오는 2015년 4월 2일에 공개되었다. 해당 비디오에서는 매디 지글러가 등장하여 검은 배경 앞에서 감정을 표출하는 춤을 선보인다.
〈Elastic Heart〉는 2015년 1월, 앨범의 세 번째 싱글로 발표되었다. 뮤직비디오는 샤이아 라보프와 매디 지글러가 거대한 새장 안에서 춤추는 모습을 담고 있다.
〈Fire Meet Gasoline〉은 2015년 6월 19일 독일에서 네 번째이자 마지막 싱글로 공식 발매되었다. 해당 곡의 뮤직비디오는 하이디 클룸의 란제리 브랜드를 홍보하기 위해 촬영되었으며, 페드로 파스칼과 클룸이 출연한다.

## 프로모션
나는 이미 이 앨범을 어떻게 선보일지에 대한 더 큰 개념을 가지고 있었고, 그것은 ‘유명해지고 싶지 않다’는 것이었다. 만약 에이미 와인하우스가 벌집 머리라면, 나는 아마도 금발 보브컷일 것이다. 나는 ‘그렇다면 이것이 내 브랜드라면, 어떻게 하면 내 얼굴을 사용하지 않고 무언가를 판매할 수 있을까’라고 생각했고, 그래서 나의 의도는 금발 보브컷 브랜드를 만드는 것이었다. 이 모든 과정에서 나는 금발 보브컷을 쓴 다른 사람을 등장시키고, 그들이 내가 라이브 공연을 할 때 립싱크를 하거나, 춤을 추거나, 어떤 형태의 퍼포먼스를 하게 할 것이다. 나는 관객을 등지고 공연을 할 수도 있다, 《엘런》에서처럼.

《Dazed & Confused》와의 인터뷰에서, 시아는 《1000 Forms of Fear》 홍보 캠페인에서 자신의 얼굴을 영상과 프로모션 사진에서 공개하지 않기로 결정했다고 설명했다. 대신, 그녀는 뮤직비디오를 통해 시각적인 예술을 창조하는 데 집중했다. 앨범 프로모션 기간 동안, 시아는 매디 지글러를 자신의 무대 페르소나로 기용하여 공연했으며, 무대에서는 카메라를 등진 채 노래를 불렀다.
2014년 5월 19일, 시아는 《엘런 드제너러스 쇼》에서 〈Chandelier〉를 공연했으며, 매디 지글러가 뮤직비디오 속 안무를 재현했다. 또한, 6월 9일 《레이트 나이트 위드 세스 마이어스》에 출연하여 〈Chandelier〉를 공연했으며, 이 무대에서는 《걸스》의 배우 레나 더넘이 안무를 선보였다.
2014년 7월 4일, 시아는 《지미 키멜 라이브!》에 출연하여 〈Chandelier〉, 〈Big Girls Cry〉, 〈Elastic Heart〉를 공연했다.
2014년 7월 30일, 시아는 VH1의 《SoundClash》에서 〈Chandelier〉, 〈Elastic Heart〉, 〈Big Girls Cry〉를 공연했다.
2015년 1월 17일, 시아는 《Saturday Night Live》에서 〈Chandelier〉와 〈Elastic Heart〉를 공연했다.
2015년 2월 8일, 시아는 매디 지글러와 배우 크리스틴 위그와 함께 2015년 그래미 어워드에서 〈Chandelier〉를 공연했다. 이 무대는 뮤직비디오 세트를 연상시키는 방 안에서 진행되었다.